# TATA LPT-1116
ТАТА LPT-1116 — індійський вантажний автомобіль вантажопідйомністю 6,0 т виробництва Tata Motors. Цей автомобіль входить в сімейство вантажних безкапотних автомобілів TATA LPT, створене на основі Mercedes-Benz LN другого покоління .
Модель TATA LPT-1116 розроблена спеціально для ринку країн СНД, і застосовується як у всіх сферах бізнесу, так і для задоволення запитів спеціальних комунальних та муніципальних служб.
Автомобіль комплектується чотиритактним дизельним двигуном з турбонаддувом ТАТА 697 ТС 66 Євро-3, об´ємом 5675 см3 153 к.с. 630 Нм, КПП - механічна 5 ступенева. АБС. Колісні диски та шини 8,25 R20.
В Україні ця модель складається на ЗАТ «Бориспільський автобусний завод» (с.Проліски Київська область) і реалізуються під маркою БАЗ-Т1116 «Подорожник».

## Галерея
Інші моделі з сімейства LPT.

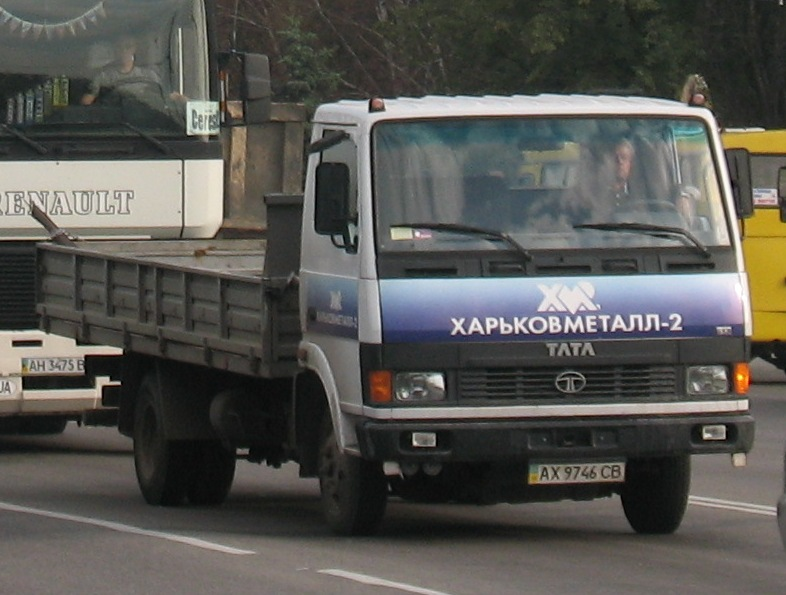
TATA LPT-613
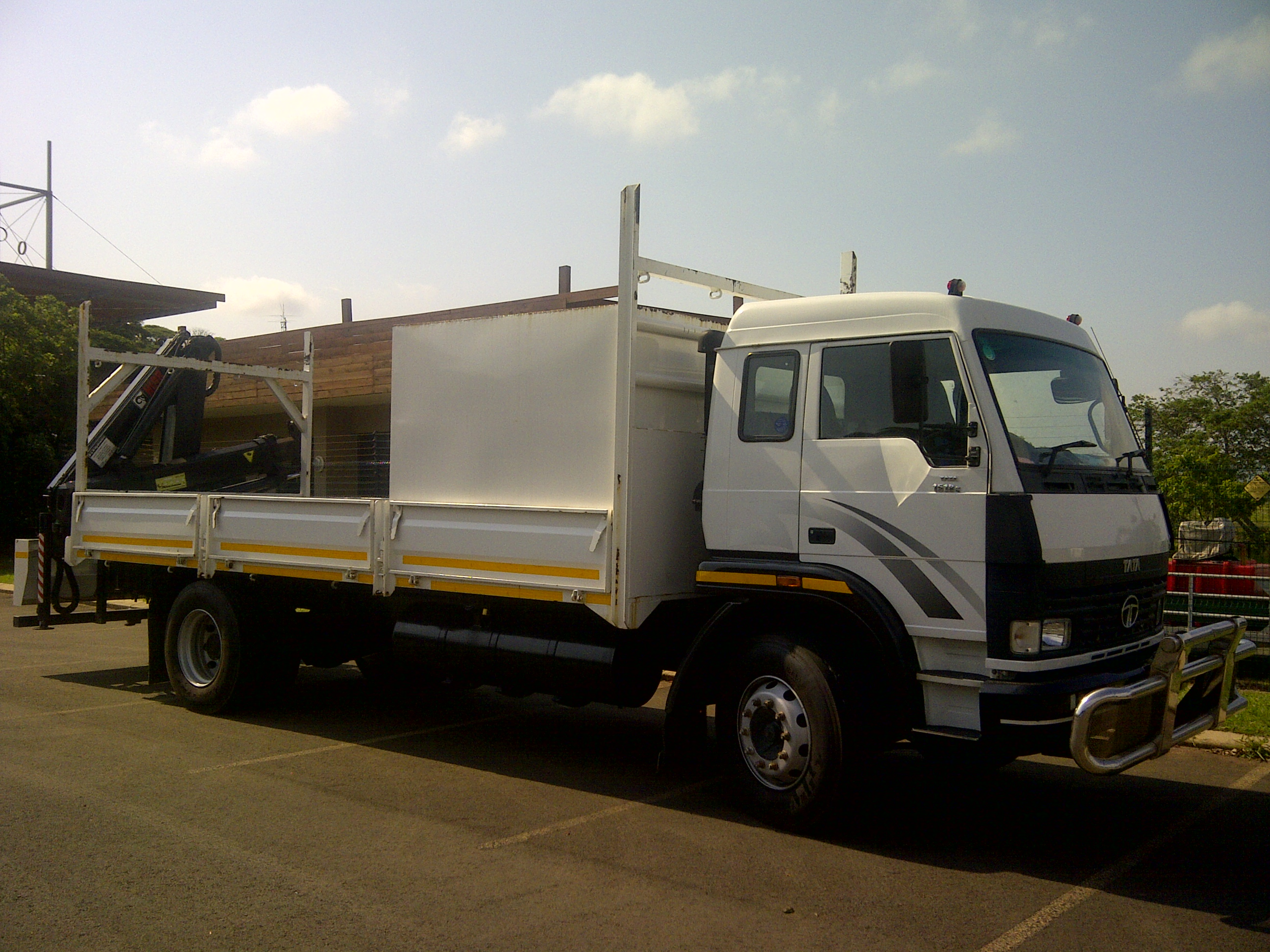
TATA LPT-1518
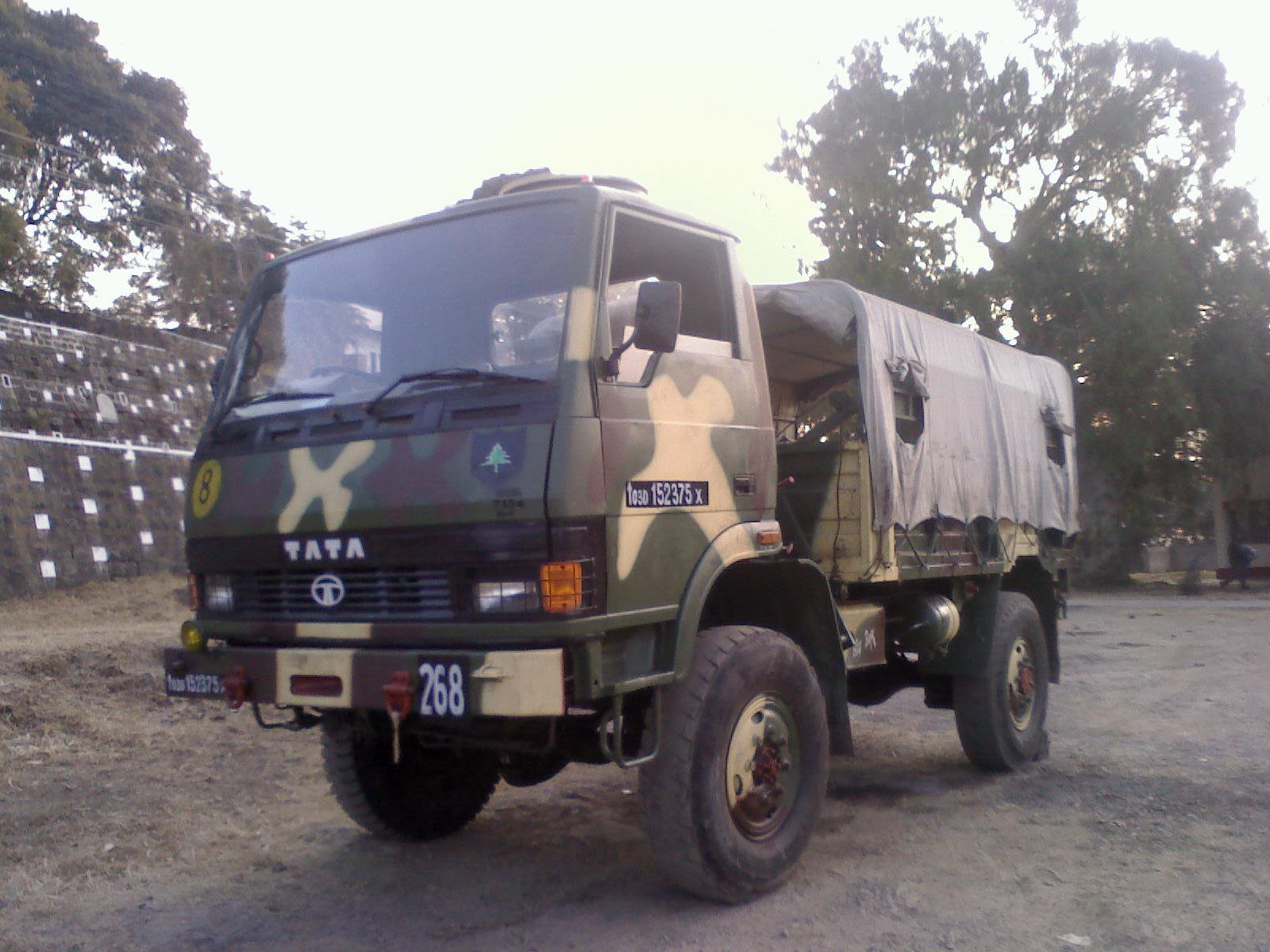
TATA LPTA-713 4х4